# 林昇一
林 曻一（はやし しょういち、1941年 - ）は、日本の経営学者、公認会計士。中央大学名誉教授、中央大学総合政策学部元学部長、学校法人中央大学元理事。セブン&アイ・ホールディングスのCEO鈴木敏文と親交が深い。総合政策学部の初代学部長であり、その創設者でもある。

## 人物・経歴
1966年一橋大学大学院商学研究科経営学専攻修士課程を修了。指導教官は古川栄一。同年関東学院大学専任講師に就任。1967年公認会計士第3次試験に合格し、1968年から1988年まで公認会計士。1971年関東学院大学助教授に昇格。1978年東京経済大学経営学部助教授、1979年東京経済大学教授に昇格。1980年中央大学経済学部教授、1990年論文『国際経営の戦略行動』により中央大学経済学博士。1993年中央大学総合政策学部教授、1997年中央大学総合政策研究科委員長、2001年中央大学総合政策学部長、2002年学校法人中央大学理事、2005年学校法人中央大学執行役員会顧問。2012年定年退職、中央大学名誉教授。この間国際戦略経営研究学会会長等を歴任。

## 著書
- 『経営学 (演習経済学双書 (13))』法学書院 (1984/10)
- 『国際経営の戦略行動』中央経済社 (1992/3/1)
- 『グループ経営戦略―理論と実際』（浅田孝幸と共著）東京経済情報出版 (2001/09)
- 『戦略経営ハンドブック』（高橋宏幸と共編）中央経済社 (2003/05)
  - 他多数